# طريقة الأختية
طريقة الأختية هي مسح للأسر لتقدير وفيات الأمهات التي أوصت بها منظمة الصحة العالمية. على الرغم من أن وفيات الأمهات تعد مشكلة رئيسية في البلدان النامية، إلا أن البيانات عالية الجودة نادرة. ومع ذلك، هناك حاجة إلى أرقام للتخطيط من أجل الحد من مشكلة وفاة الأمهات. تم استخدام عدة طرق لتقدير وفيات الأمهات. وفقا لمنظمة الصحة العالمية، "تم تصميم هذا النهج للتغلب على مشكلة أحجام العينات الكبيرة وبالتالي تقليل التكلفة.

## خلفية
تعتبر وفاة المرأة أثناء الحمل أو بعده بفترة قصيرة مشكلة طبية مهمة في البلدان النامية. 99 ٪ من جميع وفيات الأمومة تحدث في البلدان النامية. في أفقر بلدان العالم، على سبيل المثال سيراليون، يشكل الخطر علي حياة  المرأة بسبب موت الأمهات تقري با 1 من 6 ، بينما في البلدان المتقدمة، على سبيل المثال، السويد، نفس الخطر مدى الحياة هو 1 تقريبا في 30,000. نصف وفيات الأمومة تحدث في ستة بلدان فقط: أفغانستان وجمهورية الكونغو الديمقراطية وإثيوبيا والهند ونيجيريا وباكستان. في جميع أنحاء العالم، انخفضت وفيات الأمهات من حوالي 500,000 في عام 1980 إلى ما يقرب من 350,000 في عام 2008. ويرتبط هذا الانخفاض في وفيات الأمهات بشكل رئيسي مع تحسين تعليم الأمهات، ودخل الأمهات، وزيادة توافر القابلات المدربات، وانخفاض معدلات الحمل.

## تقدير وفيات الأمهات
على الرغم من أن وفيات الأمهات تعد مشكلة رئيسية في البلدان النامية، حيث ينظر إليها عالمياً، فإن الأعداد ليست كبيرة جداً، وهناك غياب لبيانات عالية الجودة. ومع ذلك، هناك حاجة إلى أعداد للتخطيط من أجل الحد من وفيات الأمهات. تم استخدام عدة طرق لتقدير وفيات الأمهات. وتشمل تحليل سجلات التعداد والشهادات الطبية / الوفيات،  ودراسات الوفيات بسن الإنجاب (RAMOS). أيضا، تستخدم المسوحات المنزلية. كل هذه الطرق ليست دقيقة تماماً،  لكنها يمكن أن توفر بعض المعلومات المفيدة لتقليل وفيات الأمهات. وفي المقابل، فإن برامج المراقبة الكاملة ستكون مكلفة للغاية وغير واقعية بدرجة كبيرة بالنسبة للعديد من البلدان النامية .

## طريقة الأختية
طريقة الأختيه هي المسح الأسري الأكثر شيوعًا لتقدير وفيات الأمومة. إنه وقت وفعال من حيث التكلفة، ويقلل من متطلبات حجم العينة ؛ في البلدان أو المناطق التي ترتفع فيها معدلات وفيات الأمهات، أي أكثر من 500 حالة وفاة بين الأمهات لكل 100,000 ولادة حية، فإن حجم عينة من 4000 أسرة أو أقل يكون مقبولاً لهذه الطريقة. لكن لا تزال الطريقة توفر وسيلة مفيدة لتقييم وفيات الأمهات.
تتضمن هذه الطريقة أربعة أسئلة حول أخوات المرأة المعنية:
- كم عدد الأخوات لديكي، ولدت لنفس الأم، والتي بلغت من العمر 15 سنة (أو متزوجة) ، بما في ذلك أولئك الذين ماتوا الآن؟
- كم عدد شقيقاتك اللاتي بلغن الخامسة عشرة من العمر على قيد الحياة الآن؟
- كم من هذه الأخوات ميتون؟
- كم من شقيقاتك ماتت أثناء الحمل أو أثناء الولادة، أو خلال الأسابيع الستة التي تلت نهاية الحمل؟

## التطبيق
يتم توثيق الوفيات التي تحدث خلال فترة زمنية كبيرة. يتم تحديد التقدير العام لوفيات الأمهات لمدة 10-12 سنة قبل المسح. تعد طريقة الأختية مفيدة لأن معدل وفيات الأمهات يتغير ببطء. ويوفر بعض البيانات ذات المغزى في البلدان أو المناطق التي لا توجد فيها وسائل بديلة لتوليد التقديرات.

## متغير
طريقة الأخت الأصيلة هي طريقة غير مباشرة. وتستهدف منهجية الأخوة المباشرة الأحدث فترة مرجعية محدودة أكثر للوفيات الشقيقة وتستخدم أسئلة أكثر عمقاً (على سبيل المثال، الوفيات بين جميع الأشقاء، وجميع الوفيات المرتبطة بالحمل، ومتى حدثت هذه الوفيات). هذا البديل يعتمد على افتراضات أقل من طريقة الأخت الأصلية. ومع ذلك، فإنه يتطلب حجم عينة أكبر، وجمع البيانات وتحليلها أكثر تعقيدا، ولها فترات ثقة كبيرة. على الرغم من هذه القيود، يمكن أن تؤدي طريقة «الأخوة المباشرة» إلى خصوصية أكبر للمعلومات. يمكن حساب معدل وفيات الأمهات بأثر رجعي (MMR). يستخدم هذا البديل من قبل المسوح الصحية والديموغرافية (DHS).